# Minas de Matahambre, Cuba
Minas de Matahambre là một đô thị ở tỉnh Pinar del Río của Cuba.
Thành phố này đã được công nhận là Tượng đài quốc gia Cuba.
Đô thị này nhìn ra vịnh Mexico về hướng bắc.

## Dân số
Năm 2004, đô thị Minas de Matahambre có dân số 34.419 người. và diện tích là 858 km² (331,3 mi²), và mật độ dân số là 40,1 người/km2.